# Calyptrochilum christyanum
Calyptrochilum christyanum är en orkidéart som först beskrevs av Heinrich Gustav Reichenbach, och fick sitt nu gällande namn av Victor Samuel Summerhayes. Calyptrochilum christyanum ingår i släktet Calyptrochilum och familjen orkidéer. Inga underarter finns listade i Catalogue of Life.